# Kiso (cheval)
Vous lisez un « bon article » labellisé en 2021.
Pour les articles homonymes, voir Kiso (homonymie).
Le Kiso (en japonais 木曽馬 (kiso uma)) est une race de petits chevaux, de robe très généralement baie, originaire du district de Kiso, situé dans la préfecture de Nagano, au Japon. 
Le Kiso constitue la seule race chevaline indigène de l'île de Honshū. Ce cheval d'environ 1,32 m, descendant de divers croisements opérés sous l'ère Meiji, était jadis utilisé comme monture militaire, ou mis à profit pour les travaux agricoles. La motorisation fait drastiquement chuter ses effectifs, déjà touchés par les deux Guerres mondiales. 
Comme toutes les races japonaises natives, le Kiso est en danger critique d'extinction, perdurant à très faibles effectifs, avec 149 sujets recensés en 2008.

## Histoire
Réputé pour être le cheval japonais le plus ancien, le Kiso remonte vraisemblablement, sous sa forme actuelle, à l'ère Meiji. D'après la première étude menée en 1949, la plus ancienne mention de la présence de chevaux à Kiriharanomaki (ancien nom de l'actuelle préfecture de Nagano) remonte au VIe siècle,. La race est décrite comme descendante de chevaux mongols ou d'Asie centrale,, qui ont vraisemblablement transité par la Corée, les îles du japon n'ayant originellement pas de races de chevaux indigènes. Durant l'Époque d'Edo, les chevaux constituent une ressource stratégique pour les clans de la province d'Owari. 
En 2003, T. Tozaki et ses collègues déterminent l'existence de trois grands clusters chez les chevaux eurasiens : le groupe du cheval mongol et celui des races japonaises de Kiso et d'Hokkaïdo forment deux clusters séparés. L'analyse génétique de la population actuelle menée par Takasu et ses collègues en 2014 suggère que la race Kiso résulte de l'influence variée de divers chevaux arrivés dans le district de Kiso, et notamment de celle des autres races de chevaux japonaises. La population de chevaux de l'île d'Hokkaidō est aussi largement influencée par celle de Kiso
Le Kiso, considéré comme un animal de valeur, joue un rôle important tant culturel que dans l'économie de survie, étant considéré comme un membre de la famille des Japonais locaux, qui l'emploient notamment pour la culture des terres pauvres. En 1899, la population de chevaux à Kiso atteint 6 823 sujets.
Différents plans de croisement des chevaux locaux sont mis en place sous l'ère Meiji dans l'objectif d'accroitre la taille du Kiso, alors inférieure à celle des chevaux européens. Ils se poursuivent durant les deux guerres mondiales, faisant fortement chuter les effectifs de race pure. En effet, ces plans ordonnent la castration des étalons Kiso dans le but de croiser les juments à des étalons d'origine étrangère, de plus grande taille. Après la Seconde guerre mondiale, seul un très faible nombre de chevaux Kiso subsiste,. Un seul étalon de race pure, nommé Shinmei, est retrouvé grâce à son usage dans un temple. Cet étalon donne un fils, Daisan-haruyama, né en 1951, qui est l'ancêtre de tous les Kiso actuels. Entre 1955 et 1961, il reste environ 90 sujets de cette race. La motorisation des transports et des activités fait encore chuter leur nombre, si bien qu'en 1969, le « Groupe pour la conservation du cheval Kiso » est fondé. En 1976, il ne reste plus que 32 Kiso. L'enregistrement des survivants dans un registre généalogique débute cette même année, sous l'impulsion du nouvel organisme de sauvegarde,. Un petit groupe de chevaux est alors conservé.
La préservation via une banque de données génétiques est préconisée en 1995.

## Description

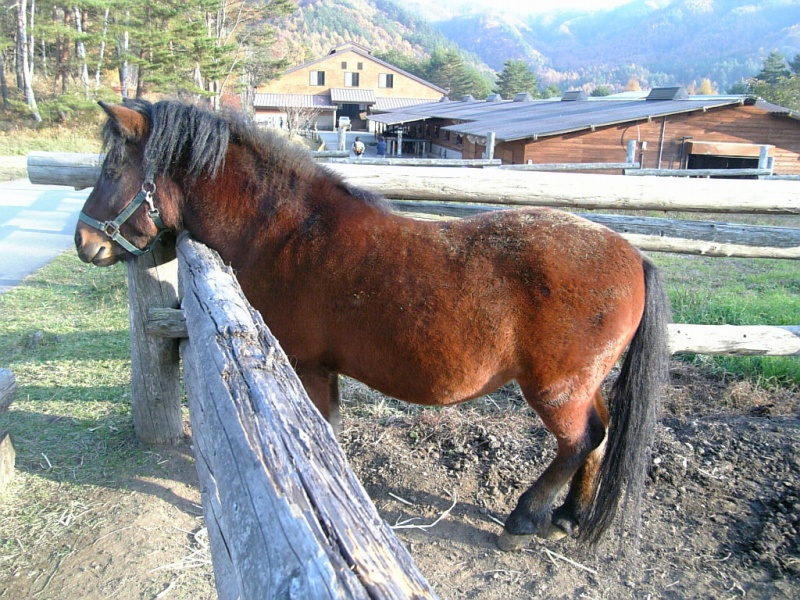
Kiso de robe baie.

### Taille et poids
Le Kiso est un petit cheval, mais de taille moyenne par comparaison aux autres races japonaises natives,. La base de données DAD-IS indique une taille médiane de 1,32 m chez les femelles et 1,34 m chez les mâles, pour un poids moyen respectif de 300 à 450 kg. En revanche, le guide Delachaux (2014) donne une large fourchette de 1,24 m à 1,42 m, avec une moyenne de 1,33 m chez les femelles et 1,36 m chez les mâles. CAB International (2016) indique une moyenne générale de 1,35 m. Une étude de caractérisation publiée en 2011, et menée sur un échantillon de 125 chevaux (soit 86,2 % du total de la population), donne une taille moyenne de (131.9 ± 4.4 cm), sans différence significative entre le mâles et les femelles. Elle donne aussi une moyenne de 167.1 ± 10.1 cm en tour de poitrine, et un tour de canon de 18.3 ± 1.0 cm.

### Morphologie

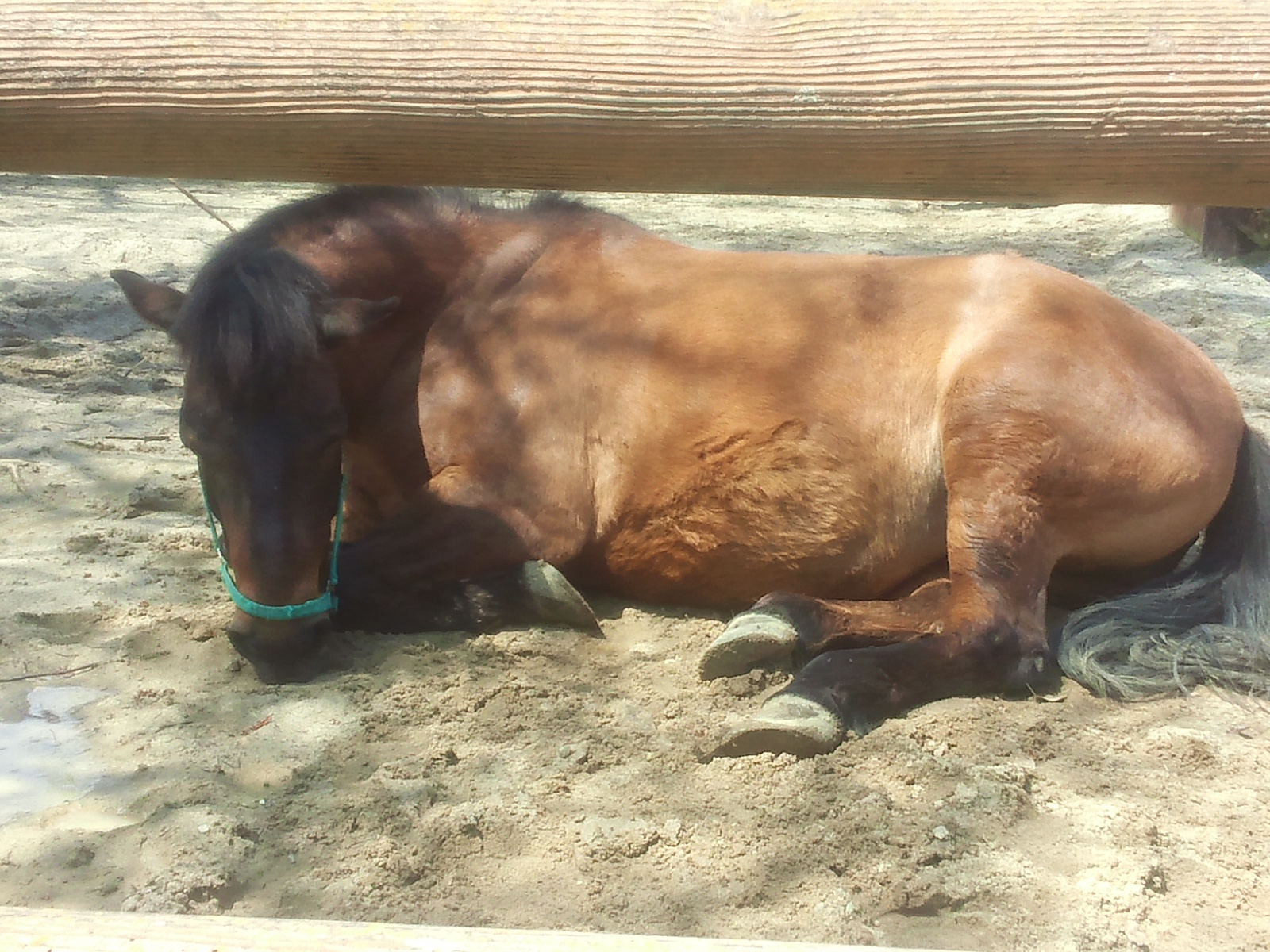
Kiso bai couché.

Bien que le Kiso soit de la taille d'un poney, il est bien considéré localement comme un « petit cheval ».
La tête est grande et lourde,, avec un front large. L'encolure est courte et épaisse. Le poitrail est large, le modèle compact et de corps allongé. Les membres sont courts et solides, terminés par des sabots durs. Les jarrets sont clos, vraisemblable adaptation à l'environnement montagneux. Crinière et queue sont fournies.

### Robe
La robe peut être unie, baie, alezane ou noire, mais aussi palomino, selon DAD-IS. CABI indique aussi le gris parmi les robes possibles. En 1953, une étude sur la robe des Kiso avait montré une certaine variété de couleurs : 43,2 % des chevaux étaient bais, 16 % bai foncés, 17,2 % alezans, 5 % alezan brûlés, 4,5 % noirs, 2,5 % bai duns, 1,2 % palominos et 0,2 % gris. Certaines variétés de robes ont été perdues, car l'étude de caractérisation publiée en 2011 ne montre plus que 4 couleurs de robe représentées : la grande majorité (92,8 %) des chevaux sont bais, les autres étant bai foncés, bai duns, et alezans. Cela suggère une fixation de la robe baie parmi la race. Cette étude permet aussi de déterminer que de nombreux sujets présentent une raie de mulet. En 2019, une analyse génétique des robes sur les gènes Agouti, Extension et Crème de 149 chevaux Kiso montre que 140 sujets sont bais, 3 sont alezans, et 6 bai duns.

### Tempérament et entretien
Le caractère est réputé facile et docile. La race est robuste.
Comme la race coréenne du Cheju, le Kiso peut être parasité par la bactérie Rhodococcus equi (en),.

### Caractérisation génétique et hématologique
La race souffre d'une forte consanguinité,, et d'un déclin continu de sa diversité génétique. En 2012, une étude de caractérisation génétique portant sur 125 poneys (soit 83 % des sujets connus de la race) détermine que le Kiso a subi un goulot d'étranglement génétique durant son histoire, et que la diversité génétique se situe dans les mêmes niveaux que celles des populations animales domestiques menacées de disparition. L'étude de la distance génétique a permis de déterminer l'existence de 4 sous-populations chez la race. La diversité des originelles maternelles a été raisonnablement maintenue, mais pourrait subir une réduction.
Une étude d'hématologie sur 11 sujets a montré un taux plus bas d'érythrocytes, d'hématocrites et d'hémoglobine par comparaison à la moyenne, ainsi que des niveaux bas d'aspartate transaminase, de phosphatase alcaline, et de glutamyl-γ. Plus anecdotiquement, une anomalie chromosomique du chromosome X a été étudiée chez une pouliche de 7 mois vraisemblablement stérile.

## Utilisations

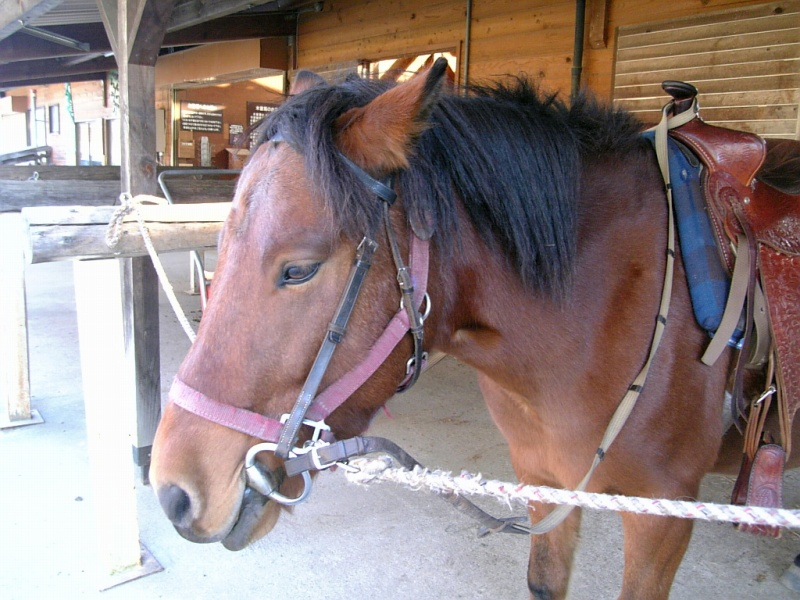
Kiso harnaché pour la monte

Autrefois, la race était une monture militaire, mise à profit pour des travaux agricoles et de transport,. Le Kiso permettait le transport dans les zones montagneuses de sa région natale. La race est désormais essentiellement montée, notamment en sports équestres sur poney, mais peut aussi servir à la traction légère et aux pratiques de loisirs.
Le Kiso a servi de modèle dans le cadre d'une étude visant à déterminer la taille des chevaux japonais primitifs.

## Diffusion de l'élevage

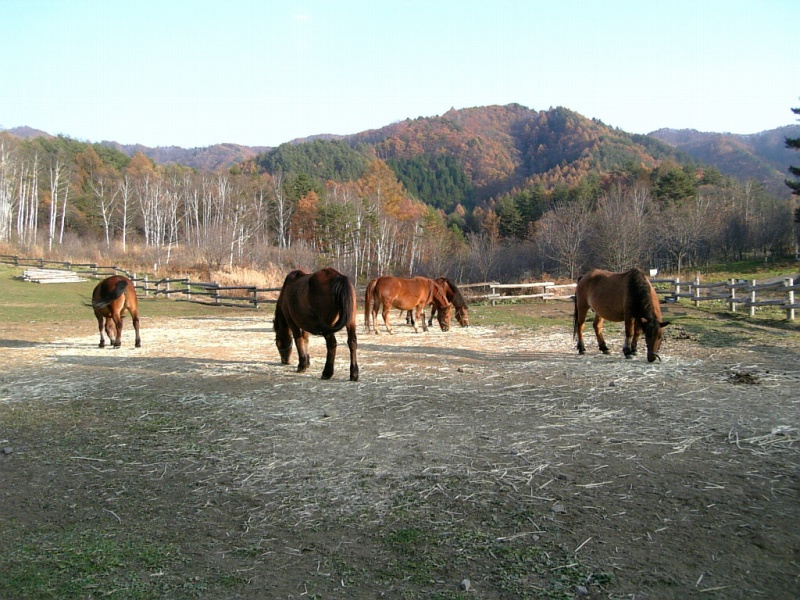
Groupe de Kiso.

Le Kiso est renseigné comme race locale japonaise dans DAD-IS. Il est propre au centre de l'île de Honshū, dans le bassin de la rivière Kiso, situé dans la préfecture de Nagano,,. Le Kiso Uma no Sato (village du cheval de Kiso), situé à Kaita Kogen près du Mont Ontake, est un centre destiné à l'élevage et à la conservation de cette race,.
Son niveau de menace est évalué comme étant « en danger critique d'extinction » par la FAO, en 2007. Le niveau de menace a été ré-évalué dans l'étude de l'université d'Uppsala menée pour la FAO (2010) comme race locale asiatique en danger, faisant l'objet de mesures de protection. En revanche, aucun niveau de menace n'est renseigné dans DAD-IS, qui indique pourtant un effectif de 149 poneys en 2008.

### Articles de recherche
- [Takasu et al. 2011] Masaki Takasu, Nana Hiramatsu, Teruaki Tozaki et Hironaga Kakoi, « Population Statistics and Biological Traits of Endangered Kiso Horse », Journal of equine science, vol. 22, no 4,‎ 2011, p. 67–72 (ISSN 1340-3516, PMID 24833989, PMCID PMC4013974, DOI 10.1294/jes.22.67, lire en ligne, consulté le 17 octobre 2018)
- [Takasu et al. 2012] (en) Masaki Takasu, Nana Hiramatsu, Teruaki Tozaki et Hironaga Kakoi, « Genetic characterization of the endangered Kiso horse using 31 microsatellite DNAs », The Journal of Veterinary Medical Science, vol. 74, no 2,‎ février 2012, p. 161–166 (ISSN 1347-7439, PMID 21963881, lire en ligne, consulté le 17 octobre 2018)
- [Takasu et al. 2013] (en) Masaki Takasu, Nana Nagatani, Teruaki Tozaki et Hironaga Kakoi, « Hematological and Biochemical Reference Values for the Endangered Kiso Horse », Journal of equine science, vol. 24, no 4,‎ 2013, p. 75–78 (ISSN 1340-3516, PMID 24834006, PMCID PMC4013988, DOI 10.1294/jes.24.75, lire en ligne, consulté le 17 octobre 2018)

- [Takasu et al. 2014] Masaki Takasu, Namiko Ishihara, Teruaki Tozaki et Hironaga Kakoi, « Genetic Diversity of Maternal Lineage in the Endangered Kiso Horse Based on Polymorphism of the Mitochondrial DNA D-Loop Region », Journal of Veterinary Medical Science, vol. 76, no 11,‎ 2014, p. 1451–1456 (ISSN 0916-7250 et 1347-7439, DOI 10.1292/jvms.14-0231, lire en ligne, consulté le 24 janvier 2021)

- [Taro, Hisato et Takao 1994] Obata Taro, Takeda Hisato et Oishi Takao, « Japanese native livestock breeds », Animal Genetic Resources Information, vol. 13,‎ 1994, p. 11-22 (lire en ligne)

### Ouvrages généralistes
- [Hendricks 2007] (en) Bonnie Lou Hendricks, International Encyclopedia of Horse Breeds, Norman, University of Oklahoma Press, 15 août 2007, 2e éd., 486 p. (ISBN 0-8061-3884-X, OCLC 154690199), « Kiso », p. 2256-257. .
- [McFarland 2005] (en) Cynthia McFarland, The Fact Book of Horse Breeds, Stabenfeldt Incorporated, 2005, 238 p. (ISBN 978-1-933343-04-4), p. 162
- [Porter et al. 2016] (en) Valerie Porter, Lawrence Alderson, Stephen J. G. Hall et Dan Phillip Sponenberg, Mason's World Encyclopedia of Livestock Breeds and Breeding, CAB International, 9 mars 2016, 6e éd., 1 107 p. (ISBN 1-84593-466-0, OCLC 948839453). .
- [Rousseau 2014] Élise Rousseau (ill. Yann Le Bris), Tous les chevaux du monde, Delachaux et Niestlé, septembre 2014, 544 p. (ISBN 2-603-01865-5), « Kiso », p. 378-379.